# Thomas Attwood
Thomas Attwood (Londres, 23 de novembro de 1765 – Londres, 24 de março de 1838) foi um compositor e organista inglês.

## Juventude
Filho de um músico da banda real, Attwood nasceu em Londres, provavelmente em Pimlico. Com a idade de nove anos, tornou-se corista na Capela Real, onde recebeu formação em música de James Nares e Edmund Ayrton. Em 1783, foi enviado para estudar no exterior à custa do Príncipe de Gales (mais tarde Jorge IV), que ficou favoravelmente impressionado com sua habilidade no cravo. Depois de dois anos em Nápoles, Attwood seguiu para Viena, onde se tornou o aluno favorito de Mozart. Em seu retorno a Londres, em 1787, ocupou por um curto período de tempo o posto de um dos músicos de câmara do Príncipe de Gales.

## Carreira
Em 1796 foi escolhido como organista da Catedral de São Paulo, e no mesmo ano foi nomeado compositor da Capela Real. Sua ligação com a corte foi posteriormente confirmada por sua nomeação como instrutor musical da duquesa de York, e depois, da princesa de Gales. Para a coroação de Jorge IV ele compôs o hino Alegrei-me. O rei, que o tinha negligenciado por alguns anos por conta de sua ligação com a princesa de Gales, voltou agora a lhe favorecer, e em 1821 nomeou-o organista a sua capela particular em Brighton.
Logo após a instituição da Academia Real de Música em 1823, Attwood foi escolhido para ser um dos professores. Foi também um dos membros originais da Sociedade Filarmônica Real, fundada em 1813. Escreveu o hino Ó Senhor, concede ao rei uma vida longa, que foi executada na coroação de Guilherme IV, e estava compondo um trabalho semelhante para a coroação da Rainha Vitória, quando morreu em sua casa, no número 17 da Cheyne Walk, Chelsea, em 24 de março de 1838.
O funeral de Attwood ocorreu na Catedral de São Paulo em 31 de março de 1838. Foi sepultado na Catedral, na cripta, sob o órgão.

## Composições
Seus serviços e hinos foram publicados em uma coletânea após sua morte por seu afilhado Thomas Attwood Walmisley. De suas composições seculares várias canções e glees são bem conhecidos e populares. As numerosas óperas que ele compôs no início da vida estão agora praticamente esquecidas. De suas canções a mais popular foi “The Soldier’s Dream,” e os melhores de seus glees foram: “In peace Love tunes the shepherd’s reed,” e “To all that breathe the air of Heaven.” Ele foi professor de John Goss, de Cipriani Potter, e em seus últimos anos amigo de Mendelssohn, por quem tinha grande admiração num momento em que o talento do jovem alemão era pouco apreciado pela maioria dos músicos ingleses.